# 박영원
박영원(朴永元, 1791년 ~ 1854년)은 조선 후기의 문신이며, 철종 때 좌의정을 지냈다. 본관은 고령, 자는 성기(聖氣), 호는 오서(梧墅), 시호는 문익(文翼)이다.

## 생애
순조 때 문과에 급제해 별검춘추, 수찬, 직각, 대촉을 거쳐 영천부사와 전라도관찰사로 외직에 나가 있다가 성균관대사성, 이조참의, 우승지를 거쳐 원임직각이 되고 직제학을 거쳐 사간원대사간과 이조참판을 거쳐 강화유수로 외직에 나갔다가 공조판서, 형조판서, 사헌부대사헌, 한성부판윤, 호조판서, 예조판서, 규장각제학, 이조판서를 지내고 함경도관찰사로 외직에 나갔다가 돌아와 판의금부사를 지내고, 한성부판윤과 예조판서, 병조판서를 거쳐 우의정이 되고 좌의정에 이르렀다.